# 北海道道675号立待岬函馆停车场线
北海道道675号立待岬函馆停车场线（日语：北海道道675号立待岬函館停車場線）是一条位于北海道函馆市的普通道级道路（北海道道）。

## 道路概况
- 起点：北海道函馆市函馆山（立待岬）
- 終点：北海道函馆市若松町（JR北海道 函馆站）
- 总距离：10.6千米（内、重複区間1.2千米、未供用区間2.4千米）
- 冬期通行止：北海道函馆市函馆山 - 北海道函馆市青柳町（11月中旬 - 4月下旬）

## 经过的自治体
- 渡岛综合振兴局
  - 函馆市

## 主要连接道路
- 国道279号（末广町十字街站交点 - 終点）：重複
- 国道5号（终点）
- 国道278号（终点）

## 历史
- 1970年（昭和45年）3月31日 - 路線勘定（北海道告示第672号）

## 其他
- 函馆山起的（冬季禁止通行路段）路段被称为「函馆山登山道」或「函馆山観光道路」。该路段两轮车全天、一般乗用車在4月25日 - 10月15日的17時 - 22時时间段禁止通行[1]。